# Nanni Moretti
Giovanni "Nanni" Moretti (født 19. august 1953) er en italiensk filminstruktør, producer og skuespiller.
Han vandt Den Gyldne Palme i 2001 for filmen Sønnens værelse (La stanza del figlio), som han også havde skrevet manuskriptet til og i hvilken han selv spillede hovedrollen.
I 2006 stod han bag filmen Il caimano, som handler om Silvio Berlusconi. Den havde premiere lige før det italienske valg og blev én af de mest succesfulde film i Italien i 2006.[kilde mangler]